# Catacomba dei Santi Marco e Marcelliano
La catacomba dei Santi Marco e Marcelliano è una catacomba di Roma, posta tra la via Appia antica e la via Ardeatina, nel moderno quartiere Ardeatino. Essa costituisce una delle aree funerarie di quello che gli archeologi chiamato il complesso callistiano, compreso tra la via Appia antica, la via Ardeatina e il vicolo delle Sette Chiese, in cui sono annoverate, oltre alla nostra catacomba, anche le catacombe di San Callisto (con tutte le sue diverse aree funerarie) e di Balbina.

## Toponimo
Nelle fonti antiche, la catacomba è conosciuta col nome di cimitero di Basileo ad sanctum Marcum et Marcellianum. Questa doppia dicitura indica dapprima il nome del proprietario del terreno in cui fu scavata la catacomba, tale Basileo. Dopo l'editto di Milano del 313 la catacomba prende il nome dei martiri più conosciuti ivi sepolti, Marco e Marcelliano; in molti casi nei documenti antichi è trasmessa la duplice denominazione, come nel nostro caso. 
Spesso il cimitero viene denominato anche dei Santi Marco e Marcelliano e di papa Damaso. Oltre ai due santi martirizzati con papa Caio (296) e sepolti in una basilica nel sopraterra, il luogo ospitava infatti una seconda basilica subdiale ove era collocata la sepoltura che papa Damaso I si era scelta per sé, per la madre Lorenza e la sorella Irene.
Di queste strutture del sopraterra non è rimasta più alcuna traccia. Inoltre le fonti antiche non menzionano nessun altro martire, per cui la catacomba non conserva nessun luogo di culto ipogeo.

## Storia e descrizione
La catacomba fu visitata per la prima volta, dopo il lungo periodo medievale di oblio, da Antonio Bosio, che la esplora nel 1596 e la descrive nella sua opera postuma Roma sotterranea (1632). Viene poi nuovamente esplorata da Giovanni Battista de Rossi  nel 1868, che però la identifica erroneamente con il cimitero di Balbina.
Joseph Wilpert, che compie scavi sistematici nel sopraterra negli anni 1902-1905, identifica infine il complesso con la catacomba dei santi Marco e Marcelliano. Egli infatti trovò, sotto il cortile dell'istituto San Tarcisio (poi dei Salesiani), in via Appia antica, alcune strutture absidate (che identificò con le basiliche di cui parlano le fonti antiche) e la cosiddetta cripta delle quattro colonne, con le sue importantissime pitture. La scoperta di un frammento di un'epigrafe di papa Damaso, e di due iscrizioni graffite riferite ai due martiri, sono la prova definitiva dell'identificazione del complesso, contro la polemica sollevata da Orazio Marucchi, che lo identificava invece con il santuario dei martiri greci. 
Nel XX sec. nuovi scavi vengono compiuti nel 1947 da Antonio Ferrua, e la topografia del complesso viene sistematicamente studiata da monsignor Patrick Saint-Roch, rettore del Pontificio Istituto di Archeologia Cristiana. Gli scavi di Saint-Roch hanno fatto luce, almeno in parte, sulla topografia della catacomba e sulla sua datazione. L'archeologo ha identificato l'esistenza di una serie di regioni, che coprono un arco di tempo che va dalla tarda età costantiniana alla fine del IV secolo.
La regione centrale, dalla quale si sviluppano tutte le altre, ha origine da uno scalone costruito dopo il 331 (data di un'iscrizione funeraria rinvenuta nelle immediate vicinanze), ed è caratterizzata da cubicoli architettonicamente complessi, con decorazioni pittoriche e marmoree. Qui si trovano il cubicolo "delle colonne" (metà IV sec.) con le sue ricche decorazioni di marmi e mosaici, e il cubicolo "dei dodici apostoli" (seconda metà del IV sec.). Questo nucleo continua ad essere utilizzato fino agli ultimi decenni del IV sec., come prova la cronologia delle iscrizioni funerarie.
Probabilmente le tombe dei martiri venerati dovevano trovarsi in quest'area, dato il grande affollamento di sepolture (all'epoca si credeva che essere sepolti in prossimità del sepolcro di un martire faccia guadagnare la sua intercessione nell'aldilà); altri studiosi ritengono invece che le spoglie dei due martiri fossero custodite sotto l'altare della basilica subdiale eretta da Damaso. 
Da questo nucleo centrale si sviluppano poi gli altri, tutti datati alla seconda metà del IV sec., uno dei quali si sviluppa su tre piani. Viene costruito un nuovo scalone di accesso al cimitero, che ormai ha raggiunto una notevole estensione. Verso la fine del secolo cominciano a svilupparsi anche piccoli nuclei distinti dal resto del cimitero, probabilmente sepolture di famiglie facoltose. Tutti questi nuclei sembrano essere stati utilizzati fino agli inizi del V sec., come provano le iscrizioni; in seguito cessa l'utilizzo sepolcrale della catacomba, la frequentazione del santuario dei due martiri continua fino al IX sec., quando le loro reliquie vengono traslate nella chiesa dei Ss. Cosma e Damiano a Roma.